# Amt Kirch-Beerfurth
Das Amt Kirch-Beerfurth war ein Amt der Fürsten von Löwenstein-Wertheim.

## Umfang
Mit dem Amt Kirch-Beerfurth verwalteten die Fürsten von Löwenstein-Wertheim ihren Anteil an dem Dorf Kirch-Beerfurth, was ideell 1⁄4 des gesamten Ortes Beerfurth entsprach.

## Vorgeschichte
Beerfurth war ein real geteiltes Dorf. 1478 kaufte das Stift vom Heiligen Geist in Heidelberg den westlich der Gersprenz gelegenen Teil des Dorfes (Pfaffen-Beerfurth), während die östliche Hälfte (Kirch-Beerfurth) weiter ein Kondominat zwischen den Grafen von Erbach-Erbach und den Fürsten von Löwenstein-Wertheim bildete.
Pfaffen-Beerfurth gelangte im Zuge der auf die Reformation folgenden Säkularisation des Kirchenbesitzes zunächst an die Kurpfalz, bei deren Auflösung im Zuge des Reichsdeputationshauptschlusses 1803 an die Landgrafschaft Hessen-Darmstadt, seit 1806 „Großherzogtum Hessen“.

## Das Amt Kirch-Beerfurth
Die östliche Hälfte bildete bis ins 19. Jahrhundert weiter ein Kondominat zwischen Erbach und Löwenstein-Wertheim. Während Erbach seinen ideellen Anteil an dem Kondominat durch die Verwaltung seines Amtes Reichenberg wahrnehmen ließ, bildete Löwenstein-Wertheim aus seinem ideellen Viertel ein eigenes Amt Kirch-Beerfurth. Dieses Amt gehörte wiederum zu gleichen Teilen dem Fürsten zu Löwenstein-Wertheim-Rochefort und dem Grafen zu Löwenstein-Wertheim-Virneburg.

## Ende
Anlässlich der Eingliederung der Standesherrschaft Erbach und der im Großherzogtum Hessen gelegenen Teile der Standesherrschaft Löwenstein-Wertheim in die staatlichen Strukturen des Großherzogtums 1822 und gleichzeitiger Trennung der Rechtsprechung von der Verwaltung wurde auch das Amt Kirch-Beerfurth aufgelöst. Das Dorf gehörte nun zur Verwaltung des Landratsbezirks Erbach und hinsichtlich der Rechtsprechung zum Landgericht Michelstadt.